# Alfred Rust (Prähistoriker)

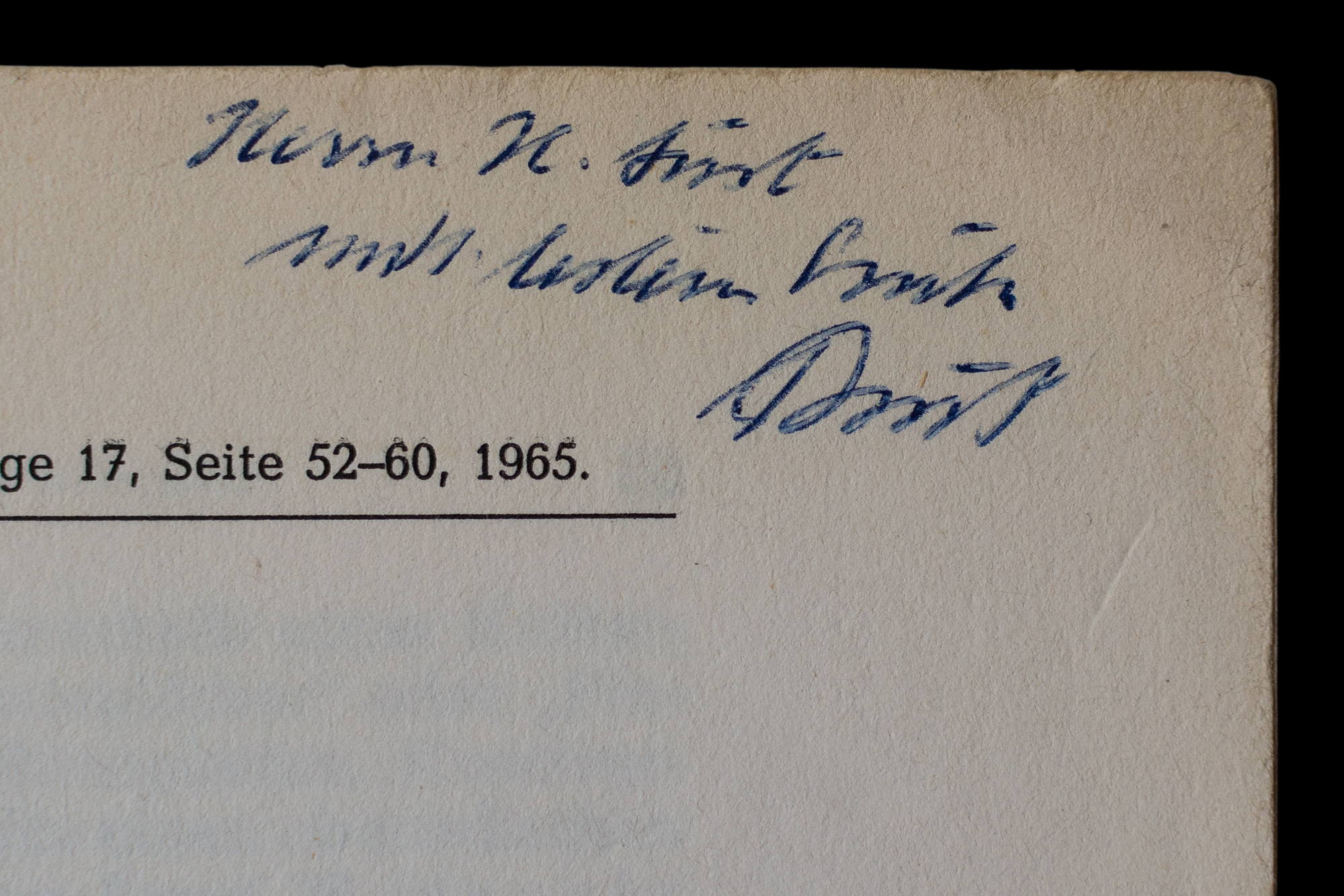
Handschriftlicher Vermerk Alfred Rusts: Herrn H. ? mit bestem Dank ARust (auf von ihm verfasstem Sonderdruck der Fundberichte aus Schwaben von 1965)

Alfred Friedrich Wilhelm Rust (* 4. Juli 1900 in Hamburg; † 14. August 1983 in Ahrensburg) war ein deutscher Prähistorischer Archäologe.

## Schulische und Berufliche Ausbildung
Der aus einfachen Verhältnissen stammende Alfred Rust schloss nur die Volksschule ab. 1915 begann Rust eine Ausbildung zum Elektrotechniker. 1918 wurde er als Pionier im Ersten Weltkrieg in Flandern eingesetzt.
1926 legte er die Meisterprüfung als Elektrotechniker ab und arbeitete bis 1930 hauptberuflich als technischer Leiter in einer Elektrikfirma. Danach war er zunächst arbeitslos und konzentrierte sich auf seine archäologischen Interessen.

## Ur- und frühgeschichtliche Forschung
Ab 1923 besuchte er, u. a. bei Gustav Schwantes, ur- und frühgeschichtliche Vorlesungen an der 1918 gegründeten Volkshochschule Hamburg.
Um ein besseres Verständnis der Ursprünge mitteleuropäischer paläolithischer Steinwerkzeuge zu erlangen, reiste Alfred Rust mit Kuno Schladetzki auf Anregung seines Lehrers 1930 mit dem Fahrrad von Hamburg über den Balkan und die Türkei in den Vorderen Orient. Während dieser Orientreise, in deren Verlauf er schwer erkrankte, entdeckte er mit den Höhlen von Jabrud einen der wichtigen paläolithischen Fundplätze des Vorderen Orients. Die abenteuerliche Geschichte der Entdeckung und die Ergebnisse seiner in den Jahren 1931 bis 1933 in Jabrud durchgeführten Ausgrabungen veröffentlichte Rust in einem Begleitband der Zeitschrift Offa.
Rust, der als Amateur galt, wurde von dem norddeutschen Prähistoriker Gustav Schwantes gefördert. Durch Grabungen bewies er in den 1930er Jahren die Existenz von Eiszeitmenschen im Ahrensburg-Meiendorfer Tunneltal bei Hamburg. Er fand Artefakte aus Rentiergeweihen und Flint sowie Knochen von Opfertieren und konnte nachweisen, dass Rentierjäger der spätpaläolithischen Hamburger Kultur am Ende der Eiszeit vor etwa 15.000 Jahren in dieser Gegend gejagt hatten. In einer hierauf folgenden wärmeren Klimaphase lebten hier vor etwa 13.400 Jahren die Jäger der Callenhard-Magdalénien-Kultur, denen dann während des erneuten Kälterückfalls vor etwa 12.700 Jahren nochmals die Rentierjäger der Ahrensburger Kultur folgten. Mit den Forschungsergebnissen seiner Ahrensburger Ausgrabungen habilitierte sich Rust 1942 an der Universität Kiel.
Von 1939 bis zu seiner Versetzung in den Ruhestand 1965 war Rust wissenschaftlicher Mitarbeiter des Landesamtes für Vor- und Frühgeschichte Schleswig-Holstein. Rust arbeitete unter anderem über Werkzeugformen in der Altsteinzeit.
Im Jahr 1942, nach seiner Habilitation, wurde Rust zum korrespondierenden Mitglied in der SS-Unterorganisation Forschungsgemeinschaft Deutsches Ahnenerbe berufen und vom Wehr- und Kriegsdienst befreit. In diesem Jahr griff er auch die Thesen von Julius Andree (1889–1942) an. Andree postulierte die Existenz einer Hochkultur in Deutschland vor 250.000 Jahren und ihre Ausbreitung über den ganzen Erdball. Aufgrund von Rusts Mitgliedschaft im Ahnenerbe wurden im Jahr 2000 die Feierlichkeiten zu seinem 100. Geburtstag in Ahrensburg abgesagt. Ab 1943 war er Mitglied der Waffen-SS.
Nach dem Zweiten Weltkrieg leitete Rust erneut Grabungen im Ahrensburger Tunneltal.
Ab 1952 beschäftigte sich Rust vor allem mit der frühesten Menschheitsgeschichte. Dabei war vor allem die von ihm postulierte „Heidelberger Kultur“ umstritten. 1955 wurde er zum Mitglied der Deutschen Akademie der Naturforscher Leopoldina gewählt. Seit 1970 war er korrespondierendes Mitglied der Heidelberger Akademie der Wissenschaften.

## Ehrungen
Rust wurde 1940 von der Universität Kiel die Ehrendoktorwürde verliehen.
1965 ernannte ihn die Stadt Ahrensburg zum Ehrenbürger.
1966 erhielt er die Albrecht-Penck-Medaille.
Im September 2005 wurde der Alfred-Rust-Wanderweg (vom U-Bahnhof Ahrensburg Ost zum Gut Stellau in unmittelbarer Nähe einiger Fundstätten) eingeweiht.

## Verbleib der Funde
1961 und 1978 erwarb Hermann Schwabedissen die Fundstücke von Jabrud für die Lehrsammlung des Kölner Instituts für Ur- und Frühgeschichte. 2013 wurden die Funde von der an Jabrud anschließenden weiteren Forschungsreise, der Jallah Jallah-Exkursion, von der Enkelin dem Institut angeboten und mit Hilfe von Sponsoren und Spenden 2014 erworben.

## Publikationen (Auswahl)
- Das altsteinzeitliche Rentierjägerlager Meiendorf. Wachholtz, Neumünster 1937.
- Die alt- und mittelsteinzeitlichen Funde von Stellmoor. Wachholtz, Neumünster 1943.
- Die Höhlenfunde von Jabrud (Syrien). Wachholtz Neumünster 1950 (Vor- und frühgeschichtliche Untersuchungen aus dem Schleswig-Holsteinischen Museum Vorgeschichtlicher Altertümer in Schleswig; N.F., 8).
- Jallah Jallah, Auf Urmenschsuche mit Fahrrad, Zelt und Kochtopf. Brockhaus, Wiesbaden 1952.
- Artefakte aus der Zeit des Homo Heidelbergensis in Süd- und Norddeutschland. Habelt, Bonn 1956.
- Die Funde vom Pinnberg. Wachholtz, Neumünster 1958.
- Die jungpaläolithischen Zeltanlagen von Ahrensburg. Wachholtz, Neumünster 1958.
- Der primitive Mensch. In: Golo Mann u. a. (Hrsg.): Propyläen-Weltgeschichte. Eine Universalgeschichte. Bd. 1: Vorgeschichte, Frühe Hochkulturen. Propyläen-Verlag, Berlin 1961, S. 155–266.
- (mit Gustav Steffens): Die Artefakte der Altonaer Stufe von Wittenbergen. Eine mittelpleistozaene Untergruppe der Heidelberger Kulturen. Wachholtz, Neumünster 1962.
- Über Waffen- und Werkzeugtechnik des Altmenschen. Wachholtz, Neumünster 1965.
- Werkzeuge des Frühmenschen in Europa. Wachholtz, Neumünster 1971.
- Urreligiöses Verhalten und Opferbrauchtum des eiszeitlichen Homo sapiens. Wachholtz, Neumünster 1974.